# Kade
Kade – miasto w Ghanie, w regionie Wschodni, w dystrykcie Kwaebibirem.